# 泰兰河畔卡尼
泰蘭河畔卡尼（法語：Canny-sur-Thérain，法語發音：[kani syʁ teʁɛ̃]）是法国瓦兹省的一个市镇，属于博韦区。

## 地理
泰兰河畔卡尼（49°36'5"N, 1°42'56"E）面积5.92 平方千米，位于法国上法蘭西大區瓦兹省，该省份为法国北部内陆省份，北起索姆省，西接厄尔省和滨海塞纳省，南至塞纳-马恩省和瓦兹河谷省，东临埃纳省。
与泰兰河畔卡尼接壤的市镇（或旧市镇、城区）包括：康波、圣桑松拉波特里、格吕梅尼勒、欧塞、福尔默里。

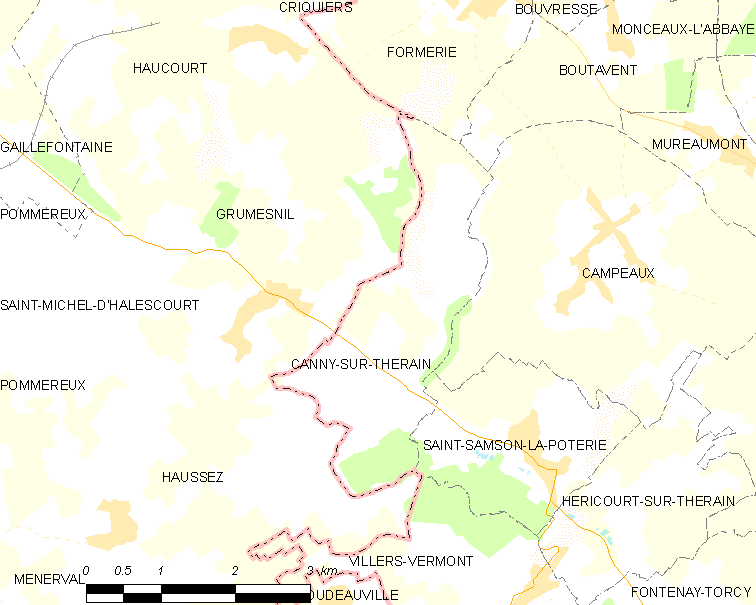
泰兰河畔卡尼的OSM定位图

泰兰河畔卡尼的时区为UTC+01:00、UTC+02:00（夏令时）。

## 行政
泰兰河畔卡尼的邮政编码为60220，INSEE市镇编码为60128。

## 政治
泰兰河畔卡尼所属的省级选区为格朗维利耶县。

## 人口

1962-2008年间泰兰河畔卡尼人口变化图示

泰兰河畔卡尼于2022年1月1日时的人口数量为224人。